# 沈华浩
沈华浩（1963年1月—2024年4月16日），浙江大学呼吸疾病研究所所长、教授，主要从事哮喘和慢性阻塞性肺疾病发病机制及防治、呼吸和抗感染药物临床药理等方面的研究工作。入选中华人民共和国教育部2008年度“长江学者”特聘教授。